# Richard Short
Richard Ian Porterfield Short (n. 8 de octubre de 1975) es un actor inglés que actualmente trabaja en Los Ángeles. Recientemente aparecido en American Horror Story como también en The Exhibitionists, interpretando a Walter Todd, que será lanzada en 2012.
En 2007, hizo su debut estadounidense en Law & Order: Criminal Intent en el episodio "Privilage". En 2009, apareció en Public Enemies, dirigido por Michael Mann. También apareció en la película de 2011 Choose y en Bored to Death con Jason Schwartzman.

## Vida personal
Short se casó con Teresa Palladino-Short. Viven en Los Ángeles.

## Filmografía
| Año  | Título             | Papel            | Notas                                                       |
| ---- | ------------------ | ---------------- | ----------------------------------------------------------- |
| 2007 | Delirious          | Jace Hipley      |                                                             |
| 2007 | Deception          | Desk Clerk       |                                                             |
| 2008 | The Guitar         |                  | Sundance 2008                                               |
| 2009 | Public Enemies     | Samuel P. Cowley |                                                             |
| 2009 | Choose             | Benson           |                                                             |
| 2010 | Cafe               | Writer           | Productores, Sean Covel, Chris Wyatt y J. Andrew Greenblatt |
| 2011 | The Exhibitionists |                  | Dirigida por Michael Melamedoff                             |

## Televisión
| Año  | Título                             | Papel                      | Notas                            |
| ---- | ---------------------------------- | -------------------------- | -------------------------------- |
| 2007 | Law & Order: Criminal Intent       | Dylan Mercer               | Episodio "Privilege"             |
| 2007 | Law & Order: Special Victims Unit  | Erik Winton                | Episodio "Avatar"                |
| 2008 | New Amsterdam                      | Robert Camp                | Episodio "A Soldier's Heart"     |
| 2009 | Bored to Death                     | Vincent                    |                                  |
| 2009 | Fringe                             | Bob Dunn                   | Episodio "Midnight"              |
| 2010 | Blue Bloods                        | Lemon                      | Episodio "After Hours"           |
| 2010 | Gravity                            | Spin Guy                   | Episodio "Damn Skippy"           |
| 2011 | White Collar                       | Andrew Collins             | Episodio "What Happens in Burma" |
| 2011 | Vera                               | Neville Furness            | Episodio "The Crow Trap"         |
| 2011 | American Horror Story              | Gary                       |                                  |
| 2015 | Agent Carter (serie de televisión) | Percival "Pinky" Pinkerton |                                  |